# Ruth Smith

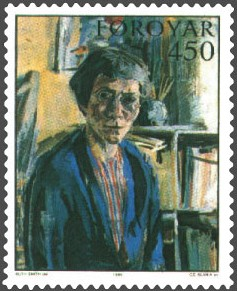
Selbstporträt 1956, 79 × 59 cm, Kunstmuseum der Färöer. Briefmarke von 1985

Ruth Smith-Nielsen (* 5. April 1913 in Vágur, Färöer; † 26. Mai 1958 ebenda) war eine färöische Malerin und Grafikerin.

## Leben
Ruth wurde 1913 als Tochter des Fischers und Farbhändlers Johan Smith (1882–1922) und von Elin Caroline Djurhuus (1881–1960) in Vágur auf Suðuroy, der Südinsel der Färöer, geboren. Ihr Vater wurde durch Krankheit an Land gezwungen und starb, als sie erst neun Jahre alt war. Zusammen mit ihren Geschwistern arbeitete sie in seinem kleinen Geschäft, und mit 15 wurde Ruth Briefträgerin in ihrem Ort. 
1930 ging sie nach Dänemark, um Krankenschwester zu werden. Doch zunächst schlug sie sich als Dienstmädchen durch, bis sie eine bessere Stellung in der Wäscherei des Diakoniestifts von Kopenhagen fand. Ruth zeichnete seit ihrer Kindheit und auch jetzt in ihrer Freizeit. Einer der Patienten im Diakoniestift entdeckte ihr Talent und stellte den Kontakt mit Bizzie Høyers Zeichenschule her, die sie von 1933 bis 1934 besuchte. Von 1936 bis 1943 studierte sie an der Malereischule der Königlich Dänischen Kunstakademie Kopenhagen.
Am 12. April 1945 heiratete sie einen ihrer Kommilitonen, den Architekten und Geschäftsführer Poul Morell Nielsen (* 3. Mai 1919 in Aalborg; † 14. November 1990 in Lemvig). Aus der Ehe gingen die Söhne Leif (* 1947) und Louis (* 1952) hervor. 1948 ging das Paar auf die Färöer, da Ruth nach neuer Inspiration strebte. Sie lebten zunächst in Vágur und später im Nachbarort Nes.
Im Mai 1958 ertrank sie alleine schwimmend im heimatlichen Fjord, dem Vágsfjørður.

## Werk
Ihr Malstil ist durch kurze, suchende Striche gekennzeichnet, mit dem sie in ihren Bildern das färöische Licht einfängt. Von Cézanne inspiriert, tragen ihre Landschaftsbilder impressionistische Züge. Gleichwohl gilt sie als Vertreterin des Realismus.
Ihre beiden Selbstporträts von 1955 und 1956 (siehe Briefmarke) werden, auch dank der Aufmerksamkeit ihres ehemaligen Lehrers Aksel Jørgensen, von der Kunstakademie Kopenhagen zu den bedeutendsten Gemälden der Färöer gezählt und befinden sich im Kunstmuseum der Färöer.
Zeit ihres Lebens galt Ruth Smith als sehr scheu und zurückgezogen, viele ihrer Werke übermalte sie in ständiger Selbstkritik.